# Автобан A57 (Німеччина)
Федеральний автобан A57 (A57, нім. Bundesautobahn 57)  — федеральна автомагістраль у німеччині пролягає від голландського кордону біля Гоха в продовженні A77 (NL) паралельно Рейну через лівий Нижній Рейн, Крефельд і Нойс до Кельна. Це частина Європейського маршруту 31, який пролягає від Роттердама до Гоккенгайма.
З огляду на його велике значення для економіки та дорожнього руху, A57 можна охарактеризувати як Транс-Нижньо Рейнська Магістраль. Більша її частина має лише дві смуги в обидві сторони, і в годину пік часто виникають затори. Зараз на ділянках розв'язка 15 - 18, 19 - 24 і 29 - 30 є три смуги в кожну сторону. Ділянка від розв’язки 28 до 29 у південному напрямку має можливість відкрити узбіччя як третю смугу в умовах інтенсивного руху. Затори можливі між розв'язками 10 і 15, 17 і 20, а також навколо розв'язок 27/28. Між розв’язкою 10 і 23 діє змінне обмеження швидкості. На ділянках від розв’язки 23 до 24 і від 27 до 30 діє обмеження 100 км/год. Між розв’язками 27 і 28 обмеження було знижено до 80 км/год з 22:00 до 6:00 вночі.

## Маршрут

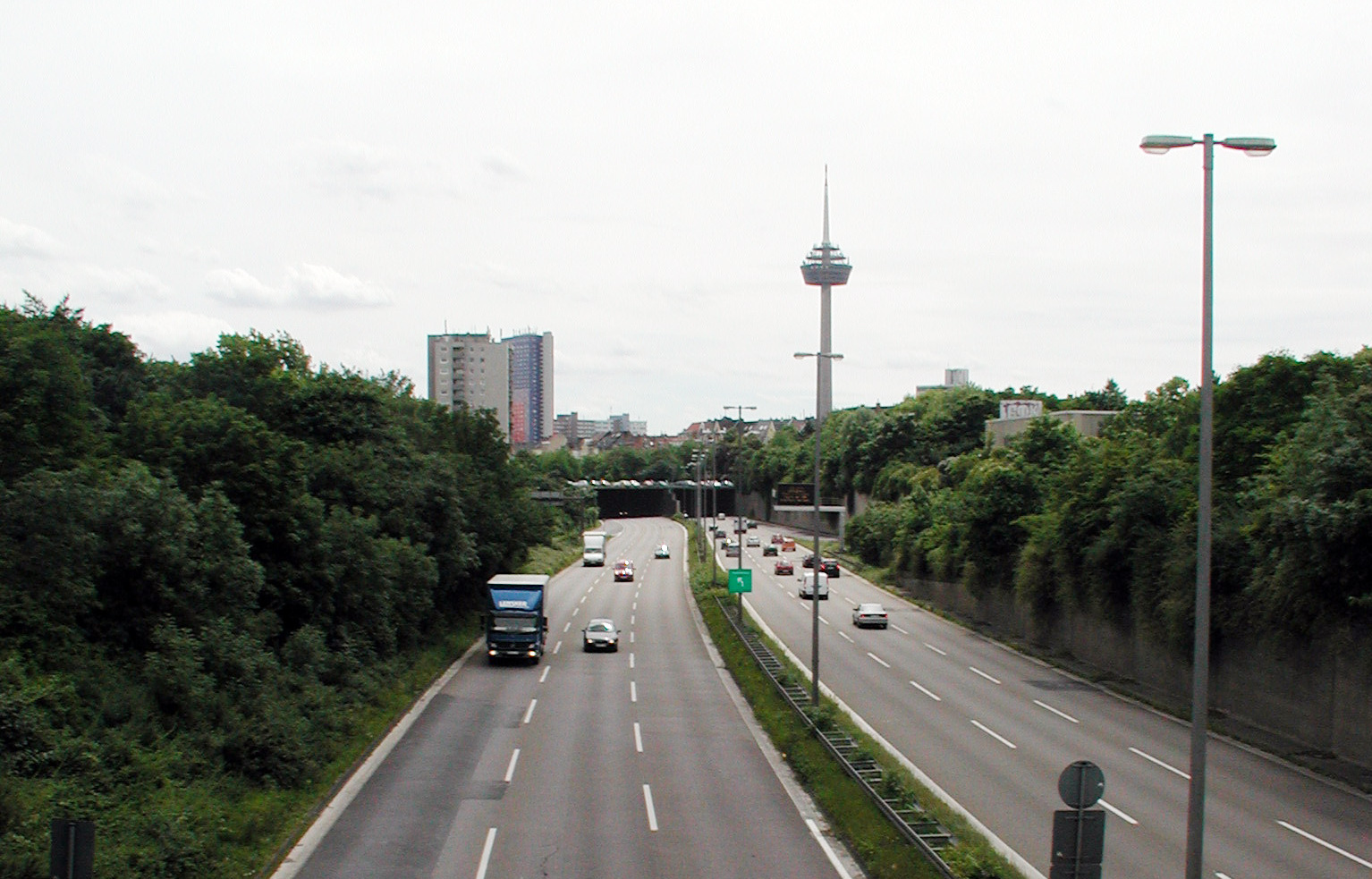
A57 в сторону Кельну.

## Історія
Федеральна автомагістраль 57 походить від об’їзної дороги Нойс, яка спочатку була розроблена як федеральна траса 9а. У 1954 році на ділянці між сьогоднішньою розв’язкою Хольцбюттген (колишня федеральна траса 7) і розв’язкою автомагістралі Нойс-Захід (колишня федеральна траса 1) було відкрито двосмуговий рух. У першій половині 1960-х років ділянка між Нойс-Захід і Нойс-Хафен була федеральною шосе з чотирма смугами руху, а також об’їзна дорога Нойс-Грімлінгхаузен як частина B9. Крім того, маршрут Нойс-Норф до Кельн-Лонгеріх замінив федеральне шосе 9 і завершив будівництво в 1966 році. Після цього почалося будівництво федерального автобану Крефельд - Кельн - Людвігсхафен, який спочатку називався "Рейнська лінія" або "Автобан на лівому березі Рейну", а на початку 1970-х років отримав внутрішнє позначення "Автобан 14". попереду: об’їзна дорога Нойс була значно розширена до 1970 року та розширена. Також у 1970 році було звільнено ділянку Мербуш-Остерат – Кройц-Каарст – Хольцбюттген, яка з’єднувалася з об’їзною дорогою Нойс на півночі. Маршрут Кельн-Лонгеріх - Кельн-Паркринг був завершений як частина «Автобану 11» Любек - Гамбург - Бремен - Мюнстер - Дортмунд - Кельн в тому ж році. Маршрут на схід від Крефельда між Бохумом і Уердінгеном був вільним на ранньому етапі. Наприкінці 1950-х і на початку 1960-х років на північ від міста планувалося побудувати федеральну автомагістраль 57 на заміну, яка вела б до Рейнберга та приєднувалася до існуючої там B57. У середині 1960-х років розглядалося розширення до Нідерландів поблизу Гоха, а в основному лінія була визначена в 1972 році.